# アンバスベイ
アンバスベイ（フランス語: Ambas-bay、Ambas bey、Ambasse bey、Ambas-i-bay等の表記も見られる）とは、カメルーンの民族音楽であり、ダンス用音楽でもある。後に出現したマコッサに影響を与えた音楽の1つとして知られる。

## 形態
アンバスベイは、通例、棒切れと瓶状の物によるパーカッション（リズム体）に、撥弦楽器の音を乗せて演奏される
。
Assikoと呼ばれる音楽よりもテンポが速く、カメルーンで有名な民族音楽の形態としては比較的古いタイプの音楽である。

## 歴史
アンバスベイは、Yabassi付近に住む人々によって産み出された音楽である。
ところが、アンバスベイは、第2次世界大戦後に、カメルーンのドゥアラおいて大衆的な音楽へと形を変えることとなる。アンバスベイは、1950年代から1960年代にかけて、リトラル州で変っていった。1960年代半ば、Eboa Lotinがアンバスベイをハーモニカとギターを用いて演奏し、これがマコッサの原型となったのだが、この演奏形態が、旧来のアンバスベイを急速に衰退させ、マコッサに取って代わられてゆく。そして、ついにはマコッサこそが、カメルーン固有の音楽として非常に大きな地位を占めることとなった。しかし、アンバスベイは消滅してしまったわけではない。アンバスベイはカメルーン人歌手のSalle Johnによって再興され、現存している。